# Bactrocera signatifera
Bactrocera signatifera är en tvåvingeart som först beskrevs av Tryon 1927.  Bactrocera signatifera ingår i släktet Bactrocera och familjen borrflugor. Inga underarter finns listade.